# Codex Boreelianus

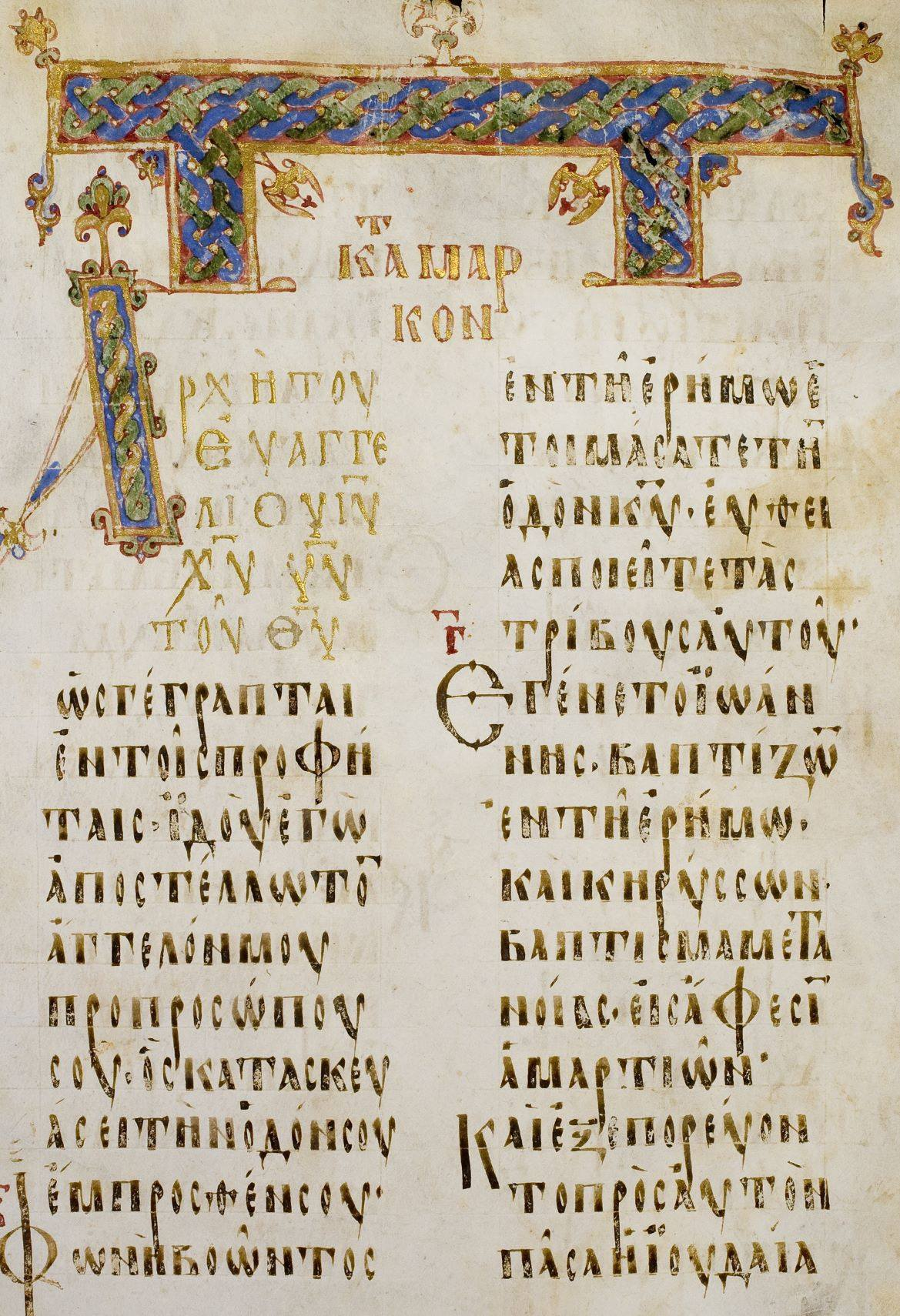
Fragment del Codex Boreelianus

El Codex Boreelianus (Gregory-Aland no. Fe/09) és un manuscrit uncial del segle ix del Nou Testament. Està escrit en grec, sobre pergamí, amb lletres uncials, i es conserva a la Universitat d'Utrecht (Ms. 1) a Utrecht.

## Descripció
El còdex conté 204 fulles de pergamí (28,5 x 22 cm) i conté els quatre Evangelis. El text està escrit en dues columnes per pàgina, i 19 línies per columna.

widths="160px"
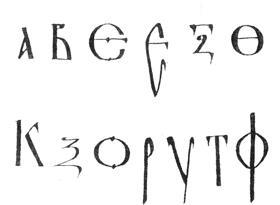
Initial
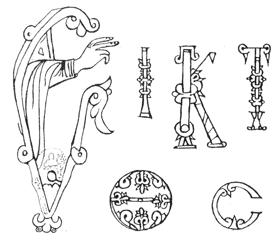
Inicial
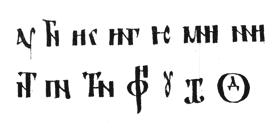
Embenats

## Text

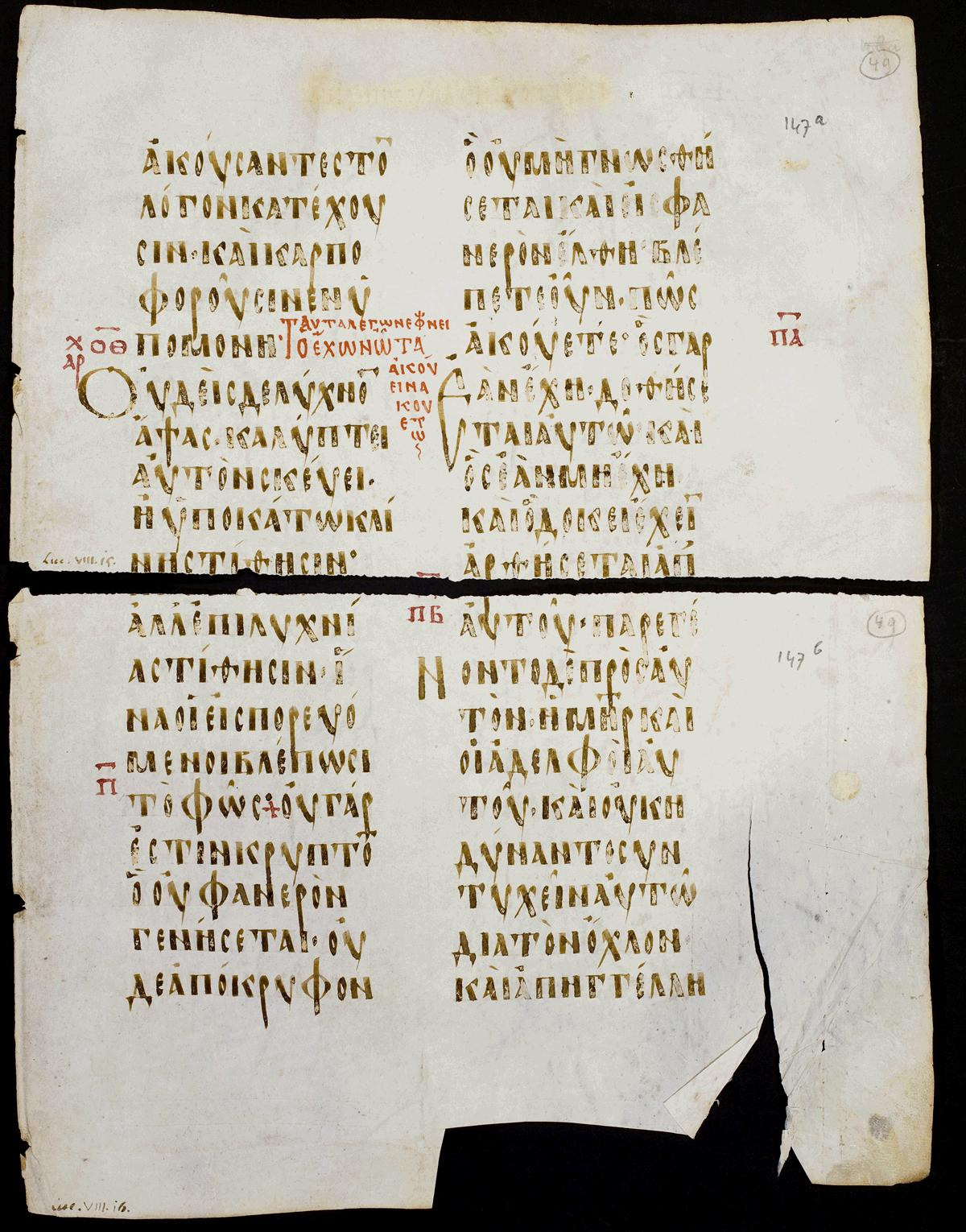
Folio 147r, Lluc 6,15b-20a

Mateu 9,1 εμβας ] εμβας ο Ιησους
Mateu 9,1 ιδιαν ] υδαιαν
Mateu 9,13 ηλθον ] εληλυθα
Mateu 9,18 αρχων ελθων ] αρχων προσηλθεν τω Ιησου
Mateu 14,34 γεννησαρετ ] γενησαρεθ (codices: K L)
Mateu 15,4 σου ] – (codices: B D E F G S)
Mateu 16,27 την πραξιν ] τα εργα
Mateu 21,30 δευτερω ] ετερω (D E F H K)
Mateu 23,25 ακρασιας ] αδικιας (C E F G H K S)
Mateu 26,15 καγω ] και εγω
Mateu 26,17 πασχα ] πασα
Mateu 26,26 ευλογησας ] ευχαριστησας (A E F H K M S)
Mateu 26,40 τω πετρω ] αυτοις (F K M)
Marca 1,9 ναζαρετ ] ναζαρεθ
Marca 1,16 βαλλοντας ] αμφιβαλλοντας (A B D F G H L S)
Marca 2,9 κραββατον ] κραβαττον
Marca 12,28 εις των γραμματεων ] εις γραμματεων